# Dioscorea sexrimata
Dioscorea sexrimata är en enhjärtbladig växtart som beskrevs av Isaac Henry Burkill. Dioscorea sexrimata ingår i släktet Dioscorea och familjen Dioscoreaceae. Inga underarter finns listade i Catalogue of Life.